# Vojtěch Náprstek

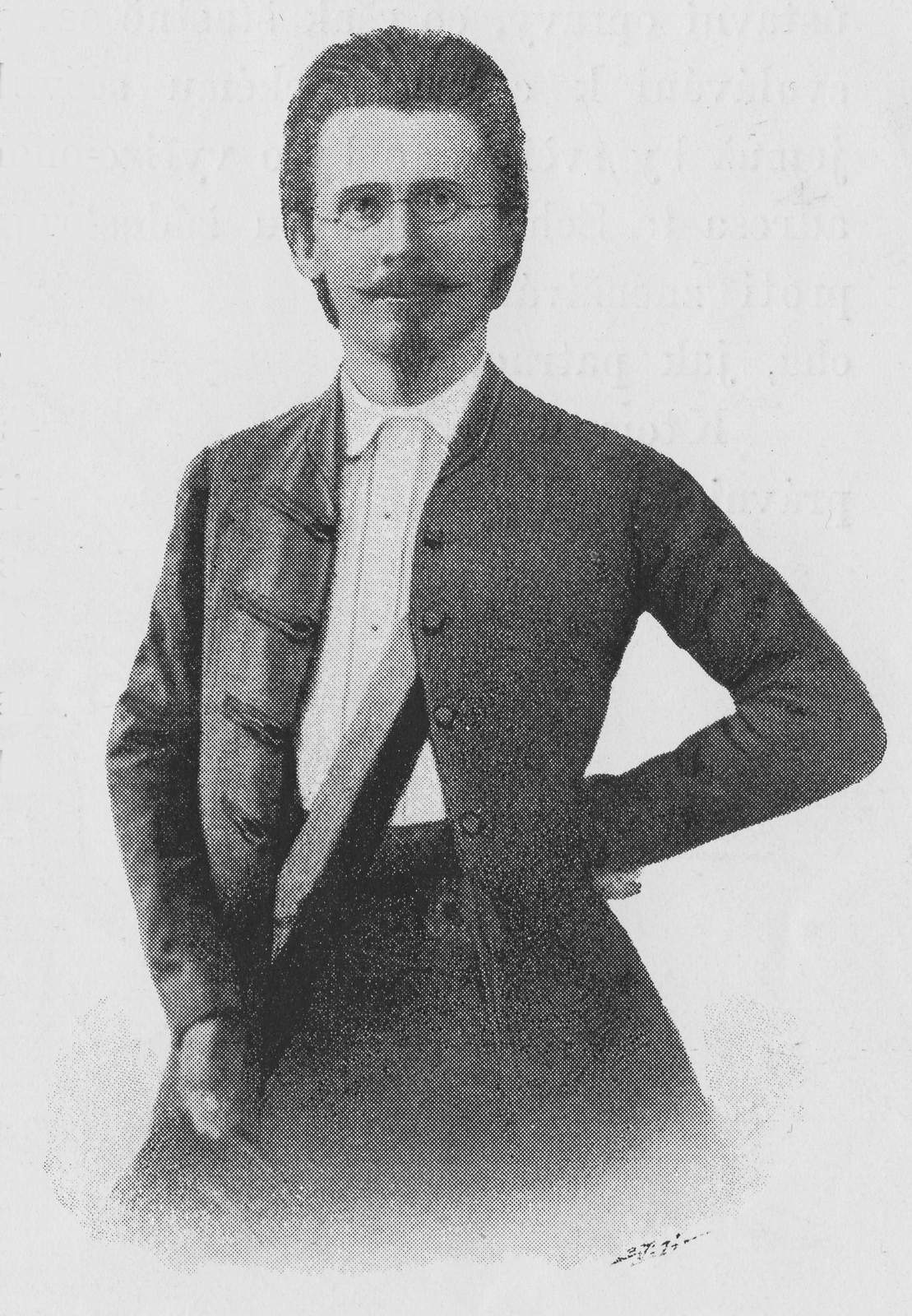
Vojtěch Náprstek um 1848

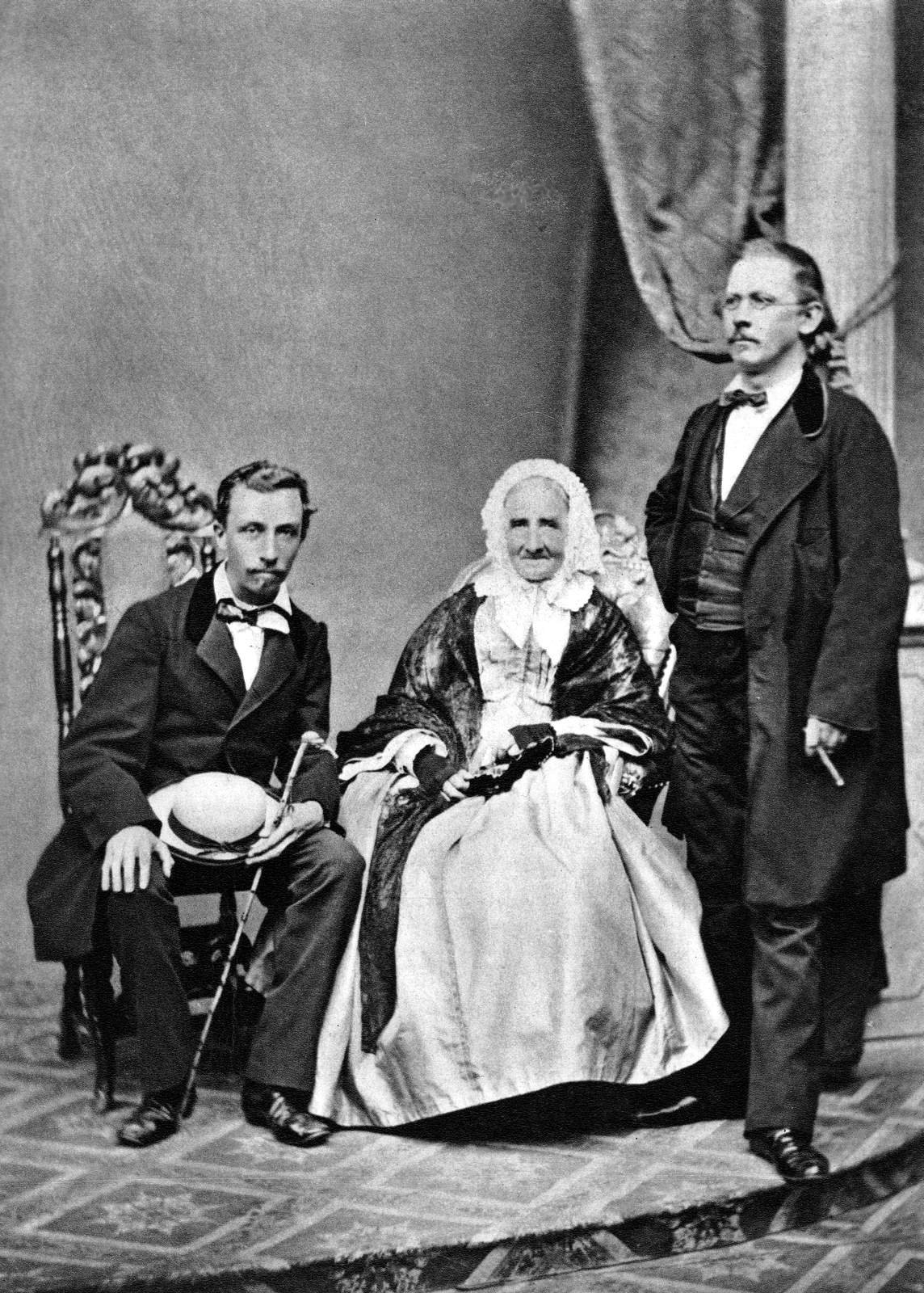
Mutter Anna Fingerhutová
links Sohn Ferdinand, rechts Vojta

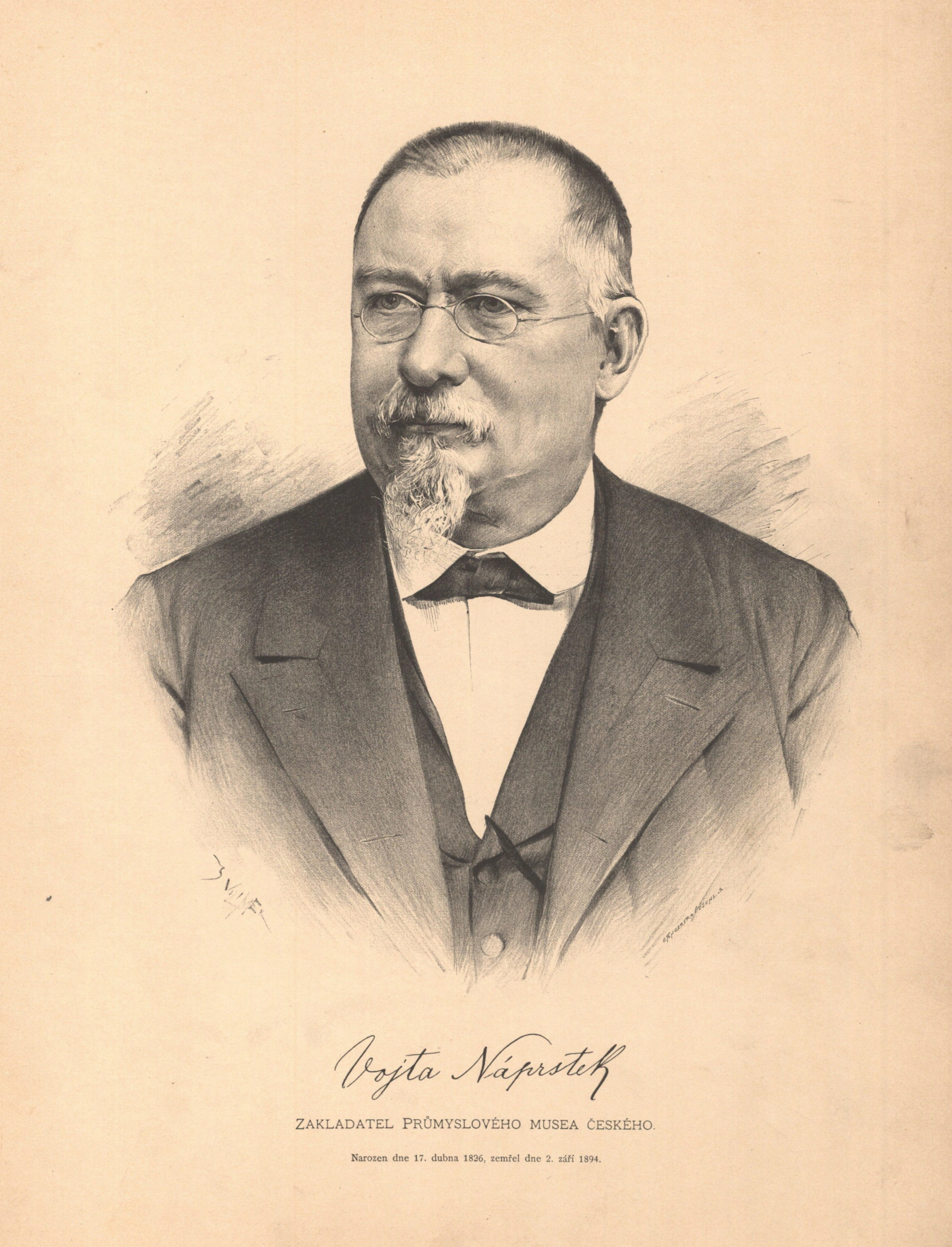
Vojtěch Náprstek um 1885
Zeichnung von Jan Vilímek

Vojtěch Náprstek, deutsch Adalbert Fingerhut (* 17. April 1826 in Prag, Kaisertum Österreich; † 2. September 1894 ebenda) genannt  Vojta Náprstek, war ein Philanthrop, Ethnologe, Buchhändler, Gründer eines Museums und eine bedeutende Persönlichkeit im öffentlichen Leben Böhmens.

## Leben
Er stammt aus einer alten Prager Familie. Vater war Antonín Náprstek (Fingerhut), Mutter Anna.
Schon als Jugendlicher beschäftigte er sich mit asiatischen und orientalischen Kulturen. Zunächst absolvierte er ein klassisches Gymnasium. Dann studierte er an der Prager Universität Philosophie, aber die Mutter schickte ihn zum Jura-Studium nach Wien, wo er als Erzieher in einer adeligen Familie seinen Lebensunterhalt verdiente.
Nach seinem juristischen Studium in Wien, wo er sich an der Revolutionsbewegung im Jahre 1848 aktiv beteiligte, verbrachte er zehn Jahre als Emigrant in den Vereinigten Staaten von Amerika.
Dort arbeitete er zuerst als Tagelöhner und Steinmetz, dann etablierte er sich als Buch- und Papierhändler in Milwaukee (Wisconsin). Später wurde Übersetzer für slawische Sprachen und Notar. 1856 organisierte er die erste Zusammenkunft der in Amerika lebenden Tschechen.
1858 kehrte er nach Prag zurück und brachte nicht nur technische Neuerungen, sondern auch ethnografische Expositionen und Gegenstände des täglichen Bedarfs mit. Er machte diese Dinge allen Menschen zugänglich und verfolgte damit die Öffnung Prags zu asiatischen, afrikanischen und amerikanischen Kulturen. Er sammelte nicht nur Gegenstände, sondern auch Bücher, Zeitschriften, Postkarten, Drucke, historische Fotografien von Tschechen und ihren Familien, die ausgewandert waren, sowie Grammophon-Platten. Diese Materialien (über 62.000 verschiedene) werden heute in der Bibliothek des Náprstek-Museums aufbewahrt und für Ausstellungen und Publikationen aufbereitet.
Die Entwicklung des Vojta Náprstek zum mildtätigen und die Volksbildung vorantreibenden Menschen wurde insbesondere von seiner Mutter befördert. Anna Fingerhutová (1788–1873), Inhaberin der Bier- und Branntweinbrauerei „U Halánků“, war bekannt als wohltätige Frau und Mäzenin Prags. Regelmäßig ließ sie Brot und Geld unter den Armen verteilen. Gleichzeitig bemühte sie sich auch um eine entsprechende Entwicklung der Bildung. Dank ihrer Bemühungen fanden regelmäßige Treffen des sogenannten „amerikanischen Damenklubs“ statt. Ihr finanzielles Vermächtnis ermöglichte ihrem Sohn Vojta, das Náprstek-Museum zu gründen. Náprstek selbst sorgte dafür, dass die Gedanken und Ideen seiner Mutter weitergeführt wurden. Er war ein großer Anhänger der ökonomischen Selbständigkeit der Frau. Er wusste, dass die Voraussetzungen dafür jedoch bestimmte Kenntnisse und Bildung sind. In seinem Hause trafen sich regelmäßig führende tschechische Politiker, Wissenschaftler, Künstler, Literaten, Musiker und reisende Forscher.
1. Juni 1888 gründete er mit Dr. Vilém Kurz den Klub Tschechischer Touristen (Klub českých turistů; KČT).
Vojta Náprstek starb in der Nacht vom 1. auf 2. September 1894 in Prag.

## Leistungen

### Museum
Das Museum wurde im Jahre 1862 unter dem Namen „Tschechisches Industrie-Museum“ von Vojta Náprstek gegründet. Die Sammlungen umfassen mehr als 95.000 Exponate aus dem alten Vorderen Osten, Afrika, Amerika, Asien, Australien und Ozeanien.

### Bibliothek
Zu Náprsteks Lebzeiten hatte seine Bibliothek einen universalen Charakter und orientierte sich an zeitgenössischer Fachliteratur. Im Jahre 1900 umfasste der Bestand ca. 47.000 Einheiten. Heute sind es 200.000.
In seinem Nachlass vermachte Náprstek das Museum und die Bibliothek dem böhmischen Volk. Beide wurden unter die Obhut eines Kuratoriums in Prag gestellt. Das Museum setzte die Sammeltätigkeit des Gründers fort mit dem Schwerpunkt auf außereuropäische Völkerkunde. So entwickelte sich aus dem ursprünglichen Gewerbemuseum ein Museum der Völkerkunde.
Im Jahre 1932 wurden das Museum und die Bibliothek unter Landesverwaltung gestellt, und seit 1949 bilden sie eine selbständige Abteilung des Nationalmuseums (Národní muzeum) in Prag. Die heutige Bezeichnung Náprstek-Museum für asiatische, afrikanische und amerikanische Kulturen trägt das Museum seit 1962.

### Kämpfer für Frauenrechte
Er war auch ein früher Kämpfer für Frauenrechte, engagierte sich für das Frauenwahlrecht, für Bildung und Weiterbildung von Frauen, und deren finanzielle Unabhängigkeit. Außerdem stellte er seinen Salon in seinem Geburtshaus zur Verfügung, damit sich dort Frauen im „Amerikanischen Club der tschechischen Damen“ zu Vorlesungen über Politik, Kultur und Wirtschaft treffen konnten. Der Club organisierte auch Besuche in Museen, Fabriken und landwirtschaftlichen Betrieben. Unterstützerinnen des Clubs waren u. a. die Schriftstellerinnen Božena Němcová, Karolina Světlá und Eliška Krásnohorská.